# Алі-заде Рафік Гусейнович
Рафік Гусейнович Алі-заде (азерб. Rafiq Hüseyn oğlu Əlizadə; нар. 21 січня 1949, Баку, Азербайджанська РСР — 7 січня 2021) — радянський футболіст, нападник та півзахисник. Майстер спорту СРСР (1970), Заслужений тренер Росії.

## Життєпис
Вихованець РСДЮШОР «Нефтчі» (Баку). 1966 рік розпочав у «Локомотиві» (Баку), а продовжив — у складі «Нафтовика». У складі «Нефтчі» дебютував 19 травня 1967 року в матчі 1/16 фіналу Кубка СРСР проти челябінського «Локомотива», в чемпіонаті СРСР за команду в 1968—1972, 1977—1982 роках зіграв 143 матчі, забив п'ять м'ячів, у першій лізі в 1973 і 1976 роках в 45 матчах відзначився 5 голами; в більшості матчів виходив на заміну. У 1973—1974 роках служив в армії та грав за «Зірку» / команду міста Тирасполя. У 1975 році за «Чорноморець» зіграв 17 матчів, забив один м'яч у чемпіонаті, відзначився 8-а голами в першості дублерів, а також провів один матч в 1/32 фіналу Кубку УЄФА 1975/76 проти «Лаціо» (1:0).
На деякий час залишив футбол. У 1988—1989 роках — старший тренер МЦОП «Бакинець», у 1989 році зіграв за МЦОП «Термист» 8 матчів, відзначився одним голом.
У 1991 році в першому чемпіонаті СРСР з футзалу в складі «Нефтчі» в чотирьох матчах відзначився вісьмома голами. Зіграв два матчі за збірну СРСР з футзалу.
У 1992—2008 — спортивний директор МФК «Діна», у вересні 2010 — травні 2017 року — віце-президент клубу з матеріально-технічного забезпечення.
Нагороджений медаллю АМФР «За вірність справі».